# Charles Grisart
Jean-Baptiste Charles Grisart né le 23 septembre 1837 à Paris et mort le 11 mars 1904 à Compiègne, est un compositeur d'opéra français.

## Biographie
Il épouse en 1893 la fille de l'ancien ministre plénipotentiaire de France au Maroc Laurent-Charles Féraud.

## Principales œuvres

### Opéras
- 1871 : Memnon, ou la Sagesse humaine, d'après le conte de Voltaire
- 1873 : La Quenouille de verre
- 1877 : Les Trois Margots (1877), opérette en 3 actes de Henri Bocage et Henri Chabrillat, Bouffes-Parisiens
- 1878 : Le Pont d'Avignon
- 1881 : Les Poupées de l'Infante
- 1888 : Le Bossu, livret d'Henri Bocage et Armand Liorat, d'après le roman de Paul Féval
- 1893 : Le Petit Bois
- 1894 : Voilà le roi !